# 西汪镇
西汪镇是中国河北省邢台市柏乡县下辖的一个镇。

## 行政区划
西汪镇下辖西汪村、陈家庄村、驻驾村、驻驾铺村、寨西村、寨东村、西文安村、东文安村、东汪村、南鲁西村、南鲁东村、西里村、东里村、东南鲁村、中鲁村、西施庄村、东施庄村。